# Brezari
 Brezari falu Horvátországban Zágráb megyében. Közigazgatásilag Jasztrebarszkához tartozik.

## Fekvése
Zágrábtól 34 km-re délnyugatra, községközpontjától 6 km-re északnyugatra fekszik. 

## Története
1783-ban az első katonai felmérés térképén „Dorf Bresovacz” néven szerepel. 1806-ban „Brezovecz pagus” néven említik. 1857-ben 104, 1910-ben 118 lakosa volt. Trianon előtt Zágráb vármegye Jaskai járásához tartozott. 2001-ben a falunak 85 lakosa volt. 

## Lakosság
| Lakosság változása | Lakosság változása | Lakosság változása | Lakosság változása | Lakosság változása | Lakosság változása | Lakosság változása | Lakosság változása | Lakosság változása | Lakosság változása | Lakosság változása | Lakosság változása | Lakosság változása | Lakosság változása | Lakosság változása |
| ------------------ | ------------------ | ------------------ | ------------------ | ------------------ | ------------------ | ------------------ | ------------------ | ------------------ | ------------------ | ------------------ | ------------------ | ------------------ | ------------------ | ------------------ |
| 1857               | 1869               | 1880               | 1890               | 1900               | 1910               | 1921               | 1931               | 1948               | 1953               | 1961               | 1971               | 1981               | 1991               | 2001               |
| 104                | 93                 | 105                | 108                | 106                | 118                | 112                | 113                | 99                 | 97                 | 88                 | 83                 | 85                 | 79                 | 85                 |

## Külső hivatkozások
- Jasztrebaszka város hivatalos oldala
- Az első katonai felmérés térképe (1763-1787)